# Viișoara, Botoșani
Viișoara là một xã thuộc hạt Botoșani, România. Dân số thời điểm năm 2002 là 2312 người.